# Torneo Federal A 2016
Il Torneo Federal A 2016 è stata la 3ª edizione del campionato argentino di calcio di terza divisione dedicato soltanto alle squadre che sono affiliate alla AFA per via indiretta, cioè tramite l'affiliazione delle loro leghe calcistiche regionali di appartenenza sparse su tutto il territorio argentino. Il campionato è iniziato il 7 febbraio 2016 e si è concluso il 26 giugno 2016. È stato dunque un torneo corto della durata di un solo semestre allo scopo di adeguarsi all'ennesima riforma del sistema calcistico argentino, che da anni cerca di allinearsi al calendario delle competizioni europee.
Le squadre provenienti dal Torneo Federal B 2015 sono il Villa Mitre, tornata nel Federal A dopo la sua retrocessione nella edizione 2010/2011, il Güemes e il Defensores de Pronunciamiento, entrambe al loro esordio nella categoria. Retrocedendo dalla Primera B Nacional 2015 si sono aggregate il Guaraní Antonio Franco, lo Sportivo Belgrano, il Gimnasia y Esgrima de Mendoza e l′Unión de Mar del Plata. Tuttavia l′Unión ha rinunciato alla partecipazione al Federal A 2016 adducendo difficoltà economiche, come anche il 9 de Julio de Morteros.
Data la grande estensione del territorio argentino, il campionato è stato strutturato in vari gironi con classifiche e partite a parte, a cui seguono delle fasi ad eliminazione diretta. Al termine del campionato, la squadra vincitrice, il San Martín de Tucuman ha ottenuto la promozione in Primera B Nacional 2016-2017, mentre le due peggiori del campionato, il Güemes e il Tiro Federal sono retrocesse nel Torneo Federal B 2016-2017.

## Struttura generale del campionato
Le 35 squadre facenti parte del campionato sono state divise in 7 zonas di 5 squadre seguendo un criterio geografico. Il regolamento del campionato prevede, per ogni zona, un girone all'italiana da disputarsi tre volte. Dopo la disputa della 15ª giornata, le prime 2 squadre di ogni girone hanno accesso alle successive fasi ad eliminazione diretta. Allo scopo di completare il quadro delle qualificate, a queste 14 squadre si aggiungono le 2 migliori terze classificate.
Il regolamento attribuisce ad ognuna delle 16 squadre classificate un ordine gerarchico per la determinazione degli accoppiamenti nelle sfide di andata e ritorno della segunda fase ad eliminazione diretta
A fianco delle varie classifiche "zonali", viene compilata una classifica generale comprendente tutte le 35 squadre partecipanti al campionato. Questa classifica assume valore al termine della fase a gironi per la determinazione degli accoppiamenti della segunda fase, nella quale la 1ª classificata incontra la 16ª, la 2ª classificata incontra la 15ª, e così via. A seguire, dunque, si avrà una tercera fase, i cui accoppiamenti saranno determinati ancora una volta in base alla classifica generale a 35 squadre. Si avrà poi una cuarta fase e una quinta fase, cioè la finale del campionato la cui vincente avrà diritto alla promozione in Primera B Nacional 2016-2017.
Per quanto riguarda le due retrocessioni non si applicherà il tradizionale sistema argentino del promedio. A retrocedere saranno, invece, le ultime due squadre nella classifica a 35.

## Fase a gruppi (Primera fase)
A seconda della loro regione di provenienza, le 35 squadre sono state distribuite in 7 gironi da 5 squadre ognuno. Il calendario interno ad ogni girone prevede 15 giornate, nelle quali ogni squadra incontra le altre per tre volte. Ogni girone fa classifica a parte, determinando in questo modo l′accesso alla segunda fase per le prime due di ogni girone, più le due migliori terze classificate fra tutti i gironi.
La primera fase è iniziata il 7 febbraio 2016 e si è conclusa l′8 maggio 2016.

### Zona A

#### Squadre
| Club         | Città         | Stadio               | Posti  | Lega regionale             |
| ------------ | ------------- | -------------------- | ------ | -------------------------- |
| Cipolletti   | Cipolletti    | La Visera de Cemento | 12.000 | Liga Deportiva Confluencia |
| Dep. Madryn  | Puerto Madryn | Coliseo del Golfo    | 6.000  | Liga Valle del Chubut      |
| Dep. Roca    | General Roca  | Luis Maiolino        | 8.000  | Liga Deportiva Confluencia |
| Ind. Neuquén | Neuquén       | La Chacra            | 5.000  | Liga del Neuquén           |
| Villa Mitre  | Bahía Blanca  | El Fortín            | 6.000  | Liga del Sur               |

#### Classifica
| Pos. | Squadra      | Pt | G  | V | N | P | GF | GS | DR  |
| ---- | ------------ | -- | -- | - | - | - | -- | -- | --- |
| 1.   | Dep. Madryn  | 21 | 12 | 6 | 3 | 3 | 27 | 17 | +10 |
| 2.   | Ind. Neuquén | 20 | 12 | 6 | 2 | 4 | 17 | 17 | 0   |
| 3.   | Cipolletti   | 17 | 12 | 4 | 5 | 3 | 17 | 12 | +5  |
| 4.   | Villa Mitre  | 12 | 12 | 3 | 3 | 6 | 3  | 19 | -6  |
| 5.   | Dep. Roca    | 12 | 12 | 3 | 3 | 6 | 11 | 20 | -9  |

Tre punti a vittoria, uno a pareggio, zero a sconfitta.
Le prime due classificate accedono alla fase successiva.

#### Calendario e risultati
| Independiente (N) | 3 - 2             | Dep. Madryn       | 7 feb.            | Dep. Madryn             | 2 - 1                   | Cipolletti              | 14 feb.                 | Independiente (N)  | 2 - 0              | Villa Mitre (BB)   | 21 feb.            |
| Villa Mitre (BB)  | 4 - 1             | Dep. Roca         | 7 feb.            | Dep. Roca               | 1 - 0                   | Independiente (N)       | 14 feb.                 | Cipolletti         | 1 - 1              | Dep. Roca          | 21 feb.            |
| Riposa Cipolletti | Riposa Cipolletti | Riposa Cipolletti | Riposa Cipolletti | Riposa Villa Mitre (BB) | Riposa Villa Mitre (BB) | Riposa Villa Mitre (BB) | Riposa Villa Mitre (BB) | Riposa Dep. Madryn | Riposa Dep. Madryn | Riposa Dep. Madryn | Riposa Dep. Madryn |

| Dep. Roca                | 3 - 2                    | Dep. Madryn              | 28 feb.                  | Dep. Madryn      | 3 - 1            | Villa Mitre (BB)  | 5 mar.           | Dep. Roca         | 3 - 1             | Villa Mitre (BB)  | 13 mar.           |
| Villa Mitre (BB)         | 0 - 0                    | Cipolletti               | 29 feb.                  | Cipolletti       | 3 - 0            | Independiente (N) | 7 mar.           | Dep. Madryn       | 3 - 1             | Independiente (N) | 14 mar.           |
| Riposa Independiente (N) | Riposa Independiente (N) | Riposa Independiente (N) | Riposa Independiente (N) | Riposa Dep. Roca | Riposa Dep. Roca | Riposa Dep. Roca  | Riposa Dep. Roca | Riposa Cipolletti | Riposa Cipolletti | Riposa Cipolletti | Riposa Cipolletti |

| Independiente (N)       | 1 - 0                   | Dep. Roca               | 20 mar.                 | Dep. Roca          | 0 - 0              | Cipolletti         | 27 mar.            | Cipolletti               | 1 - 0                    | Villa Mitre (BB)         | 3 apr.                   |
| Cipolletti              | 1 - 1                   | Dep. Madryn             | 20 mar.                 | Villa Mitre (BB)   | 1 - 3              | Independiente (N)  | 27 mar.            | Dep. Madryn              | 4 - 0                    | Dep. Roca                | 3 apr.                   |
| Riposa Villa Mitre (BB) | Riposa Villa Mitre (BB) | Riposa Villa Mitre (BB) | Riposa Villa Mitre (BB) | Riposa Dep. Madryn | Riposa Dep. Madryn | Riposa Dep. Madryn | Riposa Dep. Madryn | Riposa Independiente (N) | Riposa Independiente (N) | Riposa Independiente (N) | Riposa Independiente (N) |

| Villa Mitre (BB)  | 1 - 3            | Dep. Madryn      | 9 apr.           | Independiente (N) | 3 - 2             | Dep. Madryn       | 13 apr.           | Dep. Roca               | 0 - 1                   | Independiente (N)       | 17 apr.                 |
| Independiente (N) | 2 - 2            | Cipolletti       | 9 apr.           | Villa Mitre (BB)  | 2 - 1             | Dep. Roca         | 13 apr.           | Dep. Madryn             | 3 - 1                   | Cipolletti              | 17 apr.                 |
| Riposa Dep. Roca  | Riposa Dep. Roca | Riposa Dep. Roca | Riposa Dep. Roca | Riposa Cipolletti | Riposa Cipolletti | Riposa Cipolletti | Riposa Cipolletti | Riposa Villa Mitre (BB) | Riposa Villa Mitre (BB) | Riposa Villa Mitre (BB) | Riposa Villa Mitre (BB) |

| Cipolletti         | 3 - 0              | Dep. Roca          | 24 apr.            | Villa Mitre (BB)         | 2 - 1                    | Cipolletti               | 30 apr.                  | Dep. Madryn      | 1 - 1            | Villa Mitre (BB)  | 8 mag.           |
| Independiente (N)  | 0 - 0              | Villa Mitre (BB)   | 24 apr.            | Dep. Roca                | 1 - 1                    | Dep. Madryn              | 30 apr.                  | Cipolletti       | 3 - 1            | Independiente (N) | 8 mag.           |
| Riposa Dep. Madryn | Riposa Dep. Madryn | Riposa Dep. Madryn | Riposa Dep. Madryn | Riposa Independiente (N) | Riposa Independiente (N) | Riposa Independiente (N) | Riposa Independiente (N) | Riposa Dep. Roca | Riposa Dep. Roca | Riposa Dep. Roca  | Riposa Dep. Roca |

### Zona B

#### Squadre
| Club              | Città             | Stadio                                  | Posti        | Lega regionale  |
| ----------------- | ----------------- | --------------------------------------- | ------------ | --------------- |
| Dep. Maipú        | Maipú             | Omar Higinio Sperdutti                  | 8.000        | Liga Mendocina  |
| Gimnasia (M)      | Mendoza           | Víctor Antonio Legrotaglie              | 11.500       | Liga Mendocina  |
| Gutiérrez (M)     | General Gutiérrez | General Gutiérrez                       | 6.500        | Liga Mendocina  |
| Sp. Belgrano (SF) | San Francisco     | Oscar Carlos Boero                      | 12.200       | Liga Cordobesa  |
| Unión (VK)        | Villa Krause      | 12 de Octubre/San Juan del Bicentenario | 8.000/25.286 | Liga Sanjuanina |

#### Classifica
| Pos. | Squadra           | Pt | G  | V | N | P | GF | GS | DR |
| ---- | ----------------- | -- | -- | - | - | - | -- | -- | -- |
| 1.   | Unión (VK)        | 21 | 12 | 5 | 5 | 1 | 11 | 8  | +3 |
| 2.   | Sp. Belgrano (SF) | 18 | 12 | 5 | 3 | 4 | 13 | 11 | +2 |
| 3.   | Gutiérrez (M)     | 15 | 12 | 3 | 6 | 3 | 11 | 12 | -1 |
| 4.   | Gimnasia (M)      | 14 | 12 | 3 | 5 | 4 | 11 | 11 | 0  |
| 5.   | Dep. Maipú        | 9  | 12 | 1 | 6 | 5 | 11 | 15 | -4 |

Tre punti a vittoria, uno a pareggio, zero a sconfitta.
Le prime due classificate accedono alla fase successiva.

#### Calendario e risultati
| Gimnasia (M)        | 2 - 1               | Gutierrez (M)       | 7 feb.              | Dep. Maipu        | 2 - 2             | Gimnasia (M)      | 14 feb.           | Gimnasia (M)         | 1 - 1                | Union (VK)           | 20 feb.              |
| Union (VK)          | 1 - 4               | Dep. Maipu          | 7 feb.              | Gutierrez (M)     | 1 - 0             | Sp. Belgrano      | 15 feb.           | Sp. Belgrano         | 2 - 0                | Dep. Maipu           | 21 feb.              |
| Riposa Sp. Belgrano | Riposa Sp. Belgrano | Riposa Sp. Belgrano | Riposa Sp. Belgrano | Riposa Union (VK) | Riposa Union (VK) | Riposa Union (VK) | Riposa Union (VK) | Riposa Gutierrez (M) | Riposa Gutierrez (M) | Riposa Gutierrez (M) | Riposa Gutierrez (M) |

| Dep. Maipu          | 1 - 1               | Gutierrez (M)       | 28 feb.             | Sp. Belgrano      | 1 - 0             | Gimnasia (M)      | 6 mar.            | Gutierrez (M)       | 1 - 0               | Gimnasia (M)        | 13 mar.             |
| Union (VK)          | 2 - 1               | Sp. Belgrano        | 29 feb.             | Gutierrez (M)     | 0 - 0             | Union (VK)        | 9 mar.            | Dep. Maipu          | 0 - 1               | Union (VK)          | 14 mar.             |
| Riposa Gimnasia (M) | Riposa Gimnasia (M) | Riposa Gimnasia (M) | Riposa Gimnasia (M) | Riposa Dep. Maipu | Riposa Dep. Maipu | Riposa Dep. Maipu | Riposa Dep. Maipu | Riposa Sp. Belgrano | Riposa Sp. Belgrano | Riposa Sp. Belgrano | Riposa Sp. Belgrano |

| Gimnasia (M)      | 1 - 1             | Dep. Maipu        | 20 mar.           | Dep. Maipu           | 0 - 2                | Sp. Belgrano         | 27 mar.              | Sp. Belgrano        | 0 - 0               | Union (VK)          | 3 apr.              |
| Sp. Belgrano      | 3 - 1             | Gutierrez (M)     | 20 mar.           | Union (VK)           | 0 - 0                | Gimnasia (M)         | 27 mar.              | Gutierrez (M)       | -                   | Dep. Maipu          | -                   |
| Riposa Union (VK) | Riposa Union (VK) | Riposa Union (VK) | Riposa Union (VK) | Riposa Gutierrez (M) | Riposa Gutierrez (M) | Riposa Gutierrez (M) | Riposa Gutierrez (M) | Riposa Gimnasia (M) | Riposa Gimnasia (M) | Riposa Gimnasia (M) | Riposa Gimnasia (M) |

| Union (VK)        | 0 - 0             | Gutierrez (M)     | 9 apr.            | Gimnasia (M)        | 2 - 1               | Gutierrez (M)       | 13 apr.             | Dep. Maipu        | 0 - 0             | Gimnasia (M)      | 17 apr.           |
| Gimnasia (M)      | 3 - 0             | Sp. Belgrano      | 9 apr.            | Union (VK)          | 1 - 0               | Dep. Maipu          | 13 apr.             | Gutierrez (M)     | 1 - 1             | Sp. Belgrano      | 18 apr.           |
| Riposa Dep. Maipu | Riposa Dep. Maipu | Riposa Dep. Maipu | Riposa Dep. Maipu | Riposa Sp. Belgrano | Riposa Sp. Belgrano | Riposa Sp. Belgrano | Riposa Sp. Belgrano | Riposa Union (VK) | Riposa Union (VK) | Riposa Union (VK) | Riposa Union (VK) |

| Gimnasia (M)         | 0 - 2                | Union (VK)           | 24 apr.              | Union (VK)          | 1 - 0               | Sp. Belgrano        | 30 apr.             | Gutierrez (M)     | 2 - 2             | Union (VK)        | 8 mag.            |
| Sp. Belgrano         | 2 - 2                | Dep. Maipu           | 25 apr.              | Dep. Maipu          | 1 - 1               | Gutierrez (M)       | 30 apr.             | Sp. Belgrano      | 1 - 0             | Gimnasia (M)      | 8 mag.            |
| Riposa Gutierrez (M) | Riposa Gutierrez (M) | Riposa Gutierrez (M) | Riposa Gutierrez (M) | Riposa Gimnasia (M) | Riposa Gimnasia (M) | Riposa Gimnasia (M) | Riposa Gimnasia (M) | Riposa Dep. Maipu | Riposa Dep. Maipu | Riposa Dep. Maipu | Riposa Dep. Maipu |

### Zona C

#### Squadre
| Club             | Città         | Stadio                        | Posti  | Lega regionale   |
| ---------------- | ------------- | ----------------------------- | ------ | ---------------- |
| Alvarado         | Mar del Plata | José María Minella            | 35.354 | Liga Marplatense |
| Def. de Belgrano | Villa Ramallo | Salomón Boeseldín             | 3.000  | Liga Nicoleña    |
| Ferro (GP)       | General Pico  | El Coloso del Barrio Talleres | 11.000 | Liga Pampeana    |
| Belgrano (LP)    | Santa Rosa    | Nuevo Rancho Grande           | 12.000 | Liga Cultural    |
| Tiro Federal     | Bahía Blanca  | Onofre Pirrone                | 3.500  | Liga del Sur     |

#### Classifica
| Pos. | Squadra          | Pt | G  | V | N | P | GF | GS | DR  |
| ---- | ---------------- | -- | -- | - | - | - | -- | -- | --- |
| 1.   | Def. de Belgrano | 21 | 12 | 5 | 6 | 1 | 18 | 7  | +11 |
| 2.   | Alvarado         | 21 | 12 | 6 | 3 | 3 | 15 | 10 | +5  |
| 3.   | Ferro (GP)       | 20 | 12 | 5 | 5 | 2 | 15 | 10 | +5  |
| 4.   | Belgrano (LP)    | 14 | 12 | 4 | 2 | 6 | 13 | 20 | -7  |
| 5.   | Tiro Federal     | 5  | 12 | 1 | 2 | 9 | 8  | 22 | -14 |

Tre punti a vittoria, uno a pareggio, zero a sconfitta.
Le prime due classificate accedono alla fase successiva.

#### Calendario e risultati
| Alvarado                | 2 - 0                   | Belgrano (LP)           | 7 feb.                  | Belgrano (LP)     | 2 - 0           | Ferro (GP)       | 13 feb.         | Ferro (GP)               | 1 - 1                    | Alvarado                 | 19 feb.                  |
| Ferro (GP)              | 3 - 0                   | Tiro Federal (BB)       | 7 feb.                  | Tiro Federal (BB) | 1 - 1           | Def. de Belgrano | 14 feb.         | Def. de Belgrano         | 4 - 0                    | Belgrano (LP)            | 22 feb.                  |
| Riposa Def. de Belgrano | Riposa Def. de Belgrano | Riposa Def. de Belgrano | Riposa Def. de Belgrano | Riposa Alvarado   | Riposa Alvarado | Riposa Alvarado  | Riposa Alvarado | Riposa Tiro Federal (BB) | Riposa Tiro Federal (BB) | Riposa Tiro Federal (BB) | Riposa Tiro Federal (BB) |

| Belgrano (LP)     | 1 - 0             | Tiro Federal (BB) | 28 feb.           | Tiro Federal (BB)    | 0 - 0                | Alvarado             | 5 mar.               | Tiro Federal (BB)       | 0 - 2                   | Ferro (GP)              | 13 mar.                 |
| Alvarado          | 0 - 2             | Def. de Belgrano  | 29 feb.           | Def. de Belgrano     | 1 - 1                | Ferro (GP)           | 6 mar.               | Belgrano (LP)           | 2 - 1                   | Alvarado                | 13 mar.                 |
| Riposa Ferro (GP) | Riposa Ferro (GP) | Riposa Ferro (GP) | Riposa Ferro (GP) | Riposa Belgrano (LP) | Riposa Belgrano (LP) | Riposa Belgrano (LP) | Riposa Belgrano (LP) | Riposa Def. de Belgrano | Riposa Def. de Belgrano | Riposa Def. de Belgrano | Riposa Def. de Belgrano |

| Ferro (GP)       | 2 - 1           | Belgrano (LP)     | 19 mar.         | Alvarado                 | 1 - 2                    | Ferro (GP)               | 27 mar.                  | Def. de Belgrano  | 0 - 2             | Alvarado          | 3 apr.            |
| Def. de Belgrano | 3 - 0           | Tiro Federal (BB) | 20 mar.         | Belgrano (LP)            | 1 - 1                    | Def. de Belgrano         | 28 mar.                  | Tiro Federal (BB) | 3 - 4             | Belgrano (LP)     | 3 apr.            |
| Riposa Alvarado  | Riposa Alvarado | Riposa Alvarado   | Riposa Alvarado | Riposa Tiro Federal (BB) | Riposa Tiro Federal (BB) | Riposa Tiro Federal (BB) | Riposa Tiro Federal (BB) | Riposa Ferro (GP) | Riposa Ferro (GP) | Riposa Ferro (GP) | Riposa Ferro (GP) |

| Alvarado             | 2 - 1                | Tiro Federal (BB)    | 9 apr.               | Ferro (GP)              | 1 - 0                   | Tiro Federal (BB)       | 13 apr.                 | Belgrano (LP)     | 1 - 1           | Ferro (GP)       | 18 apr.         |
| Ferro (GP)           | 0 - 0                | Def. de Belgrano     | 9 apr.               | Alvarado                | 2 - 0                   | Belgrano (LP)           | 14 apr.                 | Tiro Federal (BB) | 1 - 4           | Def. de Belgrano | 18 apr.         |
| Riposa Belgrano (LP) | Riposa Belgrano (LP) | Riposa Belgrano (LP) | Riposa Belgrano (LP) | Riposa Def. de Belgrano | Riposa Def. de Belgrano | Riposa Def. de Belgrano | Riposa Def. de Belgrano | Riposa Alvarado   | Riposa Alvarado | Riposa Alvarado  | Riposa Alvarado |

| Def. de Belgrano         | 2 - 1                    | Belgrano (LP)            | 24 apr.                  | Belgrano (LP)     | 0 - 2             | Tiro Federal (BB) | 30 apr.           | Tiro Federal (BB)    | 0 - 1                | Alvarado             | 8 mag.               |
| Ferro (GP)               | 2 - 3                    | Alvarado                 | 24 apr.                  | Alvarado          | 0 - 0             | Def. de Belgrano  | 2 mag.            | Def. de Belgrano     | 0 - 0                | Ferro (GP)           | 8 mag.               |
| Riposa Tiro Federal (BB) | Riposa Tiro Federal (BB) | Riposa Tiro Federal (BB) | Riposa Tiro Federal (BB) | Riposa Ferro (GP) | Riposa Ferro (GP) | Riposa Ferro (GP) | Riposa Ferro (GP) | Riposa Belgrano (LP) | Riposa Belgrano (LP) | Riposa Belgrano (LP) | Riposa Belgrano (LP) |

### Zona D

#### Squadre
| Club               | Città                               | Stadio                           | Posti  | Lega regionale    |
| ------------------ | ----------------------------------- | -------------------------------- | ------ | ----------------- |
| Altos Hornos Zapla | Palpalá                             | Emilio Fabrizzi                  | 20.704 | Liga Jujeña       |
| Juv. Antoniana     | Salta                               | Fray Honorato Pistoia            | 12.000 | Liga Salteña      |
| San Lorenzo (C)    | San Fernando del Valle de Catamarca | Bicentenario Ciudad de Catamarca | 30.000 | Liga Catamarqueña |
| Gimnasia (S)       | Salta                               | El Gigante del Norte             | 24.300 | Liga Salteña      |
| Unión (A)          | Aconquija                           | Municipal de Aconquija           | 3.000  | Liga Andalgalense |

#### Classifica
| Pos. | Squadra            | Pt | G  | V | N | P | GF | GS | DR  |
| ---- | ------------------ | -- | -- | - | - | - | -- | -- | --- |
| 1.   | Unión (A)          | 26 | 12 | 8 | 2 | 2 | 21 | 9  | +12 |
| 2.   | Juv. Antoniana     | 18 | 12 | 5 | 3 | 4 | 20 | 13 | +7  |
| 3.   | Gimnasia (S)       | 18 | 12 | 5 | 3 | 4 | 14 | 13 | +1  |
| 4.   | San Lorenzo (C)    | 12 | 12 | 3 | 3 | 6 | 13 | 21 | -8  |
| 5.   | Altos Hornos Zapla | 10 | 12 | 3 | 1 | 8 | 12 | 24 | -12 |

Tre punti a vittoria, uno a pareggio, zero a sconfitta.
Le prime due classificate accedono alla fase successiva.

#### Calendario e risultati
| Gimnasia (S)           | 3 - 1                  | Juv. Antoniana         | 7 feb.                 | Altos Hornos Zapla     | 2 - 1                  | Gimnasia (S)           | 14 feb.                | Gimnasia (S)          | 2 - 0                 | San Lorenzo (C)       | 21 feb.               |
| San Lorenzo (C)        | 1 - 2                  | Altos Hornos Zapla     | 7 feb.                 | Juv. Antoniana         | 1 - 1                  | Unión Aconquija        | 14 feb.                | Unión Aconquija       | 2 - 1                 | Altos Hornos Zapla    | 21 feb.               |
| Riposa Union Aconquija | Riposa Union Aconquija | Riposa Union Aconquija | Riposa Union Aconquija | Riposa San Lorenzo (C) | Riposa San Lorenzo (C) | Riposa San Lorenzo (C) | Riposa San Lorenzo (C) | Riposa Juv. Antoniana | Riposa Juv. Antoniana | Riposa Juv. Antoniana | Riposa Juv. Antoniana |

| San Lorenzo (C)     | 1 - 3               | Unión Aconquija     | 27 feb.             | Unión Aconquija           | 3 - 0                     | Gimnasia (S)              | 5 mar.                    | Altos Hornos Zapla     | 1 - 1                  | San Lorenzo (C)        | 13 mar.                |
| Altos Hornos Zapla  | 1 - 2               | Juv. Antoniana      | 28 feb.             | Juv. Antoniana            | 2 - 2                     | San Lorenzo (C)           | 6 mar.                    | Juv. Antoniana         | 4 - 0                  | Gimnasia (S)           | 13 mar.                |
| Riposa Gimnasia (S) | Riposa Gimnasia (S) | Riposa Gimnasia (S) | Riposa Gimnasia (S) | Riposa Altos Hornos Zapla | Riposa Altos Hornos Zapla | Riposa Altos Hornos Zapla | Riposa Altos Hornos Zapla | Riposa Unión Aconquija | Riposa Unión Aconquija | Riposa Unión Aconquija | Riposa Unión Aconquija |

| Gimnasia (S)           | 2 - 0                  | Altos Hornos Zapla     | 20 mar.                | Altos Hornos Zapla    | 0 - 2                 | Unión Aconquija       | 27 mar.               | Unión Aconquija     | 1 - 0               | San Lorenzo (C)     | 3 apr.              |
| Unión Aconquija        | 0 - 1                  | Juv. Antoniana         | 20 mar.                | San Lorenzo (C)       | 2 - 0                 | Gimnasia (S)          | 27 mar.               | Juv. Antoniana      | 1 - 2               | Altos Hornos Zapla  | 3 apr.              |
| Riposa San Lorenzo (C) | Riposa San Lorenzo (C) | Riposa San Lorenzo (C) | Riposa San Lorenzo (C) | Riposa Juv. Antoniana | Riposa Juv. Antoniana | Riposa Juv. Antoniana | Riposa Juv. Antoniana | Riposa Gimnasia (S) | Riposa Gimnasia (S) | Riposa Gimnasia (S) | Riposa Gimnasia (S) |

| Gimnasia (S)              | 3 - 0                     | Union Aconquija           | 8 apr.                    | Gimnasia (S)           | 0 - 0                  | Juv. Antoniana         | 13 apr.                | Altos Hornos Zapla     | 1 - 3                  | Gimnasia (S)           | 17 apr.                |
| San Lorenzo (C)           | 1 - 0                     | Juv. Antoniniana          | 9 apr.                    | San Lorenzo (C)        | 3 - 1                  | Altos Hornos Zapla     | 13 apr.                | Juv. Antoniana         | 0 - 2                  | Unión Aconquija        | 17 apr.                |
| Riposa Altos Hornos Zapla | Riposa Altos Hornos Zapla | Riposa Altos Hornos Zapla | Riposa Altos Hornos Zapla | Riposa Unión Aconquija | Riposa Unión Aconquija | Riposa Unión Aconquija | Riposa Unión Aconquija | Riposa San Lorenzo (C) | Riposa San Lorenzo (C) | Riposa San Lorenzo (C) | Riposa San Lorenzo (C) |

| Unión Aconquija       | 2 - 1                 | Altos Hornos Zapla    | 23 apr.               | San Lorenzo (C)     | 1 - 5               | Unión Aconquija     | 30 apr.             | Juv. Antoniana            | 4 - 1                     | San Lorenzo (C)           | 8 mag.                    |
| Gimnasia (S)          | 0 - 0                 | San Lorenzo (C)       | 24 apr.               | Altos Hornos Zapla  | 0 - 4               | Juv. Antoniana      | 30 apr.             | Unión Aconquija           | 0 - 0                     | Gimnasia (S)              | 8 mag.                    |
| Riposa Juv. Antoniana | Riposa Juv. Antoniana | Riposa Juv. Antoniana | Riposa Juv. Antoniana | Riposa Gimnasia (S) | Riposa Gimnasia (S) | Riposa Gimnasia (S) | Riposa Gimnasia (S) | Riposa Altos Hornos Zapla | Riposa Altos Hornos Zapla | Riposa Altos Hornos Zapla | Riposa Altos Hornos Zapla |

### Zona E

#### Squadre
| Club               | Città                 | Stadio                           | Posti  | Lega regionale   |
| ------------------ | --------------------- | -------------------------------- | ------ | ---------------- |
| Güemes (SdE)       | Santiago del Estero   | Arturo Miranda                   | 2.000  | Liga Santiagueña |
| Mitre (SdE)        | Santiago del Estero   | Dres. José y Antonio Castiglione | 16.500 | Liga Santiagueña |
| San Martín (T)     | San Miguel de Tucumán | La Ciudadela                     | 30.500 | Liga Tucumana    |
| Dep. San Jorge (T) | San Miguel de Tucumán | Senador Luis Cruz                | 7.000  | Liga Tucumana    |
| Concepción FC (T)  | Concepción            | Antonio Guillén                  | 5.000  | Liga Tucumana    |

#### Classifica
| Pos. | Squadra            | Pt | G  | V | N | P | GF | GS | DR  |
| ---- | ------------------ | -- | -- | - | - | - | -- | -- | --- |
| 1.   | San Martín (T)     | 22 | 12 | 6 | 4 | 2 | 14 | 9  | +5  |
| 2.   | Mitre (SdE)        | 20 | 12 | 6 | 2 | 4 | 14 | 10 | +4  |
| 3.   | Concepción FC (T)  | 19 | 12 | 5 | 4 | 3 | 19 | 13 | +6  |
| 4.   | Dep. San Jorge (T) | 13 | 12 | 3 | 4 | 5 | 12 | 14 | -2  |
| 5.   | Güemes (SdE)       | 7  | 12 | 1 | 4 | 7 | 10 | 23 | -13 |

Tre punti a vittoria, uno a pareggio, zero a sconfitta.
Le prime due classificate accedono alla fase successiva.

#### Calendario e risultati
| San Jorge (T)         | 2 - 3                 | Concepcion (T)        | 7 feb.                | Concepcion (T)       | 1 - 1                | Mitre (SdE)          | 13 feb.              | San Martin (T)      | 0 - 0               | Concepcion (T)      | 21 feb.             |
| Mitre (SdE)           | 1 - 1                 | Guemes (SdE)          | 7 feb.                | Guemes (SdE)         | 1 - 1                | San Martin (T)       | 14 feb.              | Mitre (SdE)         | 2 - 0               | San Jorge (T)       | 21 feb.             |
| Riposa San Martin (T) | Riposa San Martin (T) | Riposa San Martin (T) | Riposa San Martin (T) | Riposa San Jorge (T) | Riposa San Jorge (T) | Riposa San Jorge (T) | Riposa San Jorge (T) | Riposa Guemes (SdE) | Riposa Guemes (SdE) | Riposa Guemes (SdE) | Riposa Guemes (SdE) |

| San Jorge (T)      | 0 - 1              | San Martin (T)     | 27 feb.            | Guemes (SdE)          | 0 - 2                 | San Jorge (T)         | 6 mar.                | Concepcion (T)        | 1 - 1                 | San Jorge (T)         | 13 mar.               |
| Concepcion (T)     | 4 - 1              | Guemes (SdE)       | 28 feb.            | San Martin (T)        | 2 - 1                 | Mitre (SdE)           | 6 mar.                | Guemes (SdE)          | 0 - 2                 | Mitre (SdE)           | 13 mar.               |
| Riposa Mitre (SdE) | Riposa Mitre (SdE) | Riposa Mitre (SdE) | Riposa Mitre (SdE) | Riposa Concepcion (T) | Riposa Concepcion (T) | Riposa Concepcion (T) | Riposa Concepcion (T) | Riposa San Martin (T) | Riposa San Martin (T) | Riposa San Martin (T) | Riposa San Martin (T) |

| Mitre (SdE)          | 1 - 1                | Concepcion (T)       | 20 mar.              | San Jorge (T)       | 2 - 1               | Mitre (SdE)         | 26 mar.             | Guemes (SdE)       | 1 - 2              | Concepcion (T)     | 1 apr.             |
| San Martin (T)       | 2 - 2                | Guemes (SdE)         | 20 mar.              | Concepcion (T)      | 1 - 0               | San Martin (T)      | 27 mar.             | San Martin (T)     | 0 - 2              | San Jorge (T)      | 3 apr.             |
| Riposa San Jorge (T) | Riposa San Jorge (T) | Riposa San Jorge (T) | Riposa San Jorge (T) | Riposa Guemes (SdE) | Riposa Guemes (SdE) | Riposa Guemes (SdE) | Riposa Guemes (SdE) | Riposa Mitre (SdE) | Riposa Mitre (SdE) | Riposa Mitre (SdE) | Riposa Mitre (SdE) |

| Mitre (SdE)           | 0 - 1                 | San Martin (T)        | 8 apr.                | Mitre (SdE)           | 1 - 0                 | Guemes (SdE)          | 13 apr.               | Concepcion (T)       | 0 - 1                | Mitre (SdE)          | 17 apr.              |
| San Jorge (T)         | 1 - 1                 | Guemes (SdE)          | 9 apr.                | San Jorge (T)         | 1 - 1                 | Concepcion (T)        | 13 apr.               | Guemes (SdE)         | 1 - 2                | San Martin (T)       | 17 apr.              |
| Riposa Concepcion (T) | Riposa Concepcion (T) | Riposa Concepcion (T) | Riposa Concepcion (T) | Riposa San Martin (T) | Riposa San Martin (T) | Riposa San Martin (T) | Riposa San Martin (T) | Riposa San Jorge (T) | Riposa San Jorge (T) | Riposa San Jorge (T) | Riposa San Jorge (T) |

| San Martin (T)      | 3 - 1               | Concepcion (T)      | 24 apr.             | San Jorge (T)      | 0 - 0              | San Martin (T)     | 30 apr.            | San Martin (T)        | 2 - 0                 | Mitre (SdE)           | 7 mag.                |
| Mitre (SdE)         | 2 - 0               | San Jorge (T)       | 24 apr.             | Concepcion (T)     | 4 - 0              | Guemes (SdE)       | 2 mag.             | Guemes (SdE)          | 2 - 1                 | San Jorge (T)         | 8 mag.                |
| Riposa Guemes (SdE) | Riposa Guemes (SdE) | Riposa Guemes (SdE) | Riposa Guemes (SdE) | Riposa Mitre (SdE) | Riposa Mitre (SdE) | Riposa Mitre (SdE) | Riposa Mitre (SdE) | Riposa Concepcion (T) | Riposa Concepcion (T) | Riposa Concepcion (T) | Riposa Concepcion (T) |

### Zona F

#### Squadre
| Club               | Città       | Stadio                            | Posti  | Lega regionale |
| ------------------ | ----------- | --------------------------------- | ------ | -------------- |
| Chaco For Ever     | Resistencia | Juan Alberto García               | 20.000 | Liga Chaqueña  |
| Guaraní A.F.       | Posadas     | Clemente A. Fernández de Oliveira | 12.000 | Liga Posadeña  |
| Sarmiento (R)      | Resistencia | Centenario                        | 25.000 | Liga Chaqueña  |
| Sp. Patria (F)     | Formosa     | Antonio Romero                    | 20.000 | Liga Formoseña |
| Sol de América (F) | Formosa     | Antonio Romero                    | 20.000 | Liga Formoseña |

#### Classifica
| Pos. | Squadra            | Pt | G  | V | N | P | GF | GS | DR |
| ---- | ------------------ | -- | -- | - | - | - | -- | -- | -- |
| 1.   | Sol de América (F) | 23 | 12 | 7 | 2 | 2 | 17 | 11 | +6 |
| 2.   | Guaraní A.F.       | 17 | 12 | 4 | 5 | 3 | 16 | 13 | +3 |
| 3.   | Chaco For Ever     | 15 | 12 | 4 | 3 | 5 | 13 | 15 | -2 |
| 4.   | Sp. Patria (F)     | 15 | 12 | 4 | 3 | 5 | 12 | 15 | -3 |
| 5.   | Sarmiento (R)      | 12 | 12 | 3 | 3 | 6 | 13 | 17 | -4 |

Tre punti a vittoria, uno a pareggio, zero a sconfitta.
Le prime due classificate accedono alla fase successiva.

#### Calendario e risultati
| Sarmiento (R)         | 0 - 2                 | Chaco For Ever        | 7 feb.                | Guarani (M)               | 2 - 2                     | Sarmiento (R)             | 13 feb.                   | Sp. Patria            | 1 - 1                 | Guarani (M)           | 21 feb.               |
| Sol de America (F)    | 1 - 0                 | Guarani (M)           | 7 feb.                | Chaco For Ever            | 2 - 0                     | Sp. Patria (F)            | 14 feb.                   | Sarmiento (R)         | 1 - 0                 | Sol de America (F)    | 21 feb.               |
| Riposa Sp. Patria (F) | Riposa Sp. Patria (F) | Riposa Sp. Patria (F) | Riposa Sp. Patria (F) | Riposa Sol de America (F) | Riposa Sol de America (F) | Riposa Sol de America (F) | Riposa Sol de America (F) | Riposa Chaco For Ever | Riposa Chaco For Ever | Riposa Chaco For Ever | Riposa Chaco For Ever |

| Sol de America (F)   | 1 - 0                | Sp. Patria           | 28 feb.              | Chaco For Ever     | 2 - 3              | Sol de America (F) | 5 mar.             | Chaco For Ever    | 1 - 1             | Sarmiento (R)      | 13 mar.           |
| Guarani (M)          | 2 - 0                | Chaco For Ever       | 28 feb.              | Sp. Patria         | 1 - 1              | Sarmiento (R)      | 5 mar.             | Guarani (M)       | 1 - 1             | Sol de America (F) | 13 mar.           |
| Riposa Sarmiento (R) | Riposa Sarmiento (R) | Riposa Sarmiento (R) | Riposa Sarmiento (R) | Riposa Guarani (M) | Riposa Guarani (M) | Riposa Guarani (M) | Riposa Guarani (M) | Riposa Sp. Patria | Riposa Sp. Patria | Riposa Sp. Patria  | Riposa Sp. Patria |

| Sarmiento (R)             | 0 - 3                     | Guarani (M)               | 20 mar.                   | Guarani (M)           | 2 - 1                 | Sp. Patria            | 27 mar.               | Sp. Patria           | 1 - 3                | Sol de America (F)   | 3 apr.               |
| Sp. Patria                | 2 -1                      | Chaco For Ever            | 20 mar.                   | Sol de America (F)    | 1 - 2                 | Sarmiento (R)         | 27 mar.               | Chaco For Ever       | 1 - 0                | Guarani (M)          | 3 apr.               |
| Riposa Sol de America (F) | Riposa Sol de America (F) | Riposa Sol de America (F) | Riposa Sol de America (F) | Riposa Chaco For Ever | Riposa Chaco For Ever | Riposa Chaco For Ever | Riposa Chaco For Ever | Riposa Sarmiento (R) | Riposa Sarmiento (R) | Riposa Sarmiento (R) | Riposa Sarmiento (R) |

| Sol de America (F) | 0 - 0              | Chaco For Ever     | 9 apr.             | Sarmiento (R)      | 3 - 0             | Chaco For Ever    | 13 apr.           | Guarani (M)               | 1 - 0                     | Sarmiento (R)             | 17 apr.                   |
| Sarmiento (R)      | 1 - 2              | Sp. Patria         | 9 apr.             | Sol de America (F) | 3 - 1             | Guarani (M)       | 13 apr.           | Chaco For Ever            | 0 - 1                     | Sp. Patria                | 17 apr.                   |
| Riposa Guarani (M) | Riposa Guarani (M) | Riposa Guarani (M) | Riposa Guarani (M) | Riposa Sp. Patria  | Riposa Sp. Patria | Riposa Sp. Patria | Riposa Sp. Patria | Riposa Sol de America (F) | Riposa Sol de America (F) | Riposa Sol de America (F) | Riposa Sol de America (F) |

| Sp. Patria            | 1 - 1                 | Guarani (M)           | 23 apr.               | Sol de America (F)   | 1 - 0                | Sp. Patria           | 30 apr.              | Chaco For Ever     | 2 - 1              | Sol de America (F) | 8 mag.             |
| Sarmiento (R)         | 1 - 2                 | Sol de America (F)    | 24 apr.               | Guarani (M)          | 2 - 2                | Chaco For Ever       | 30 apr.              | Sp. Patria         | 2 - 1              | Sarmiento (R)      | 8 mag.             |
| Riposa Chaco For Ever | Riposa Chaco For Ever | Riposa Chaco For Ever | Riposa Chaco For Ever | Riposa Sarmiento (R) | Riposa Sarmiento (R) | Riposa Sarmiento (R) | Riposa Sarmiento (R) | Riposa Guarani (M) | Riposa Guarani (M) | Riposa Guarani (M) | Riposa Guarani (M) |

### Zona G

#### Squadre
| Club            | Città                  | Stadio               | Posti | Lega regionale                 |
| --------------- | ---------------------- | -------------------- | ----- | ------------------------------ |
| Defensores (P)  | Pronunciamiento        | Delio Cardozo        | 2.000 | Liga Departamental de Colón    |
| Gimnasia (CdU)  | Concepción del Uruguay | Manuel y Ramón Núñez | 9.000 | Liga de Concepción del Uruguay |
| Libertad (S)    | Sunchales              | Dr. Plácido Tita     | 5.000 | Liga Rafaelina                 |
| Sp. Las Parejas | Las Parejas            | Fortaleza del Lobo   | 2.000 | Liga Cañadense                 |
| Unión (S)       | Sunchales              | Fortaleza del Bicho  | 5.600 | Liga Rafaelina                 |

#### Classifica
| Pos. | Squadra         | Pt | G  | V | N | P | GF | GS | DR |
| ---- | --------------- | -- | -- | - | - | - | -- | -- | -- |
| 1.   | Libertad (S)    | 20 | 12 | 5 | 5 | 2 | 22 | 16 | +6 |
| 2.   | Sp. Las Parejas | 18 | 12 | 5 | 3 | 4 | 17 | 17 | 0  |
| 3.   | Unión (S)       | 17 | 12 | 5 | 2 | 5 | 19 | 14 | +5 |
| 4.   | Defensores (P)  | 15 | 12 | 4 | 3 | 5 | 18 | 21 | -3 |
| 5.   | Gimnasia (CdU)  | 13 | 12 | 4 | 1 | 7 | 17 | 25 | -8 |

Tre punti a vittoria, uno a pareggio, zero a sconfitta.
Le prime due classificate accedono alla fase successiva.

#### Calendario e risultati
| Liberdad         | 1 - 1            | Sp. Las Parejas  | 7 feb.           | Defensores (P)  | 3 - 2           | Unión (S)       | 12 feb.         | Unión (S)             | 1 - 2                 | Sp. Las Parejas       | 21 feb.               |
| Gimnasia CdU     | 2 - 1            | Defensores (P)   | 7 feb.           | Sp. Las Parejas | 1 - 0           | Gimnasia CdU    | 15 feb.         | Gimnasia CdU          | 3 - 1                 | Libertad              | 21 feb.               |
| Riposa Unión (S) | Riposa Unión (S) | Riposa Unión (S) | Riposa Unión (S) | Riposa Libertad | Riposa Libertad | Riposa Libertad | Riposa Libertad | Riposa Defensores (P) | Riposa Defensores (P) | Riposa Defensores (P) | Riposa Defensores (P) |

| Liberdad            | 0 - 0               | Unión (S)           | 28 feb.             | Defensores (P)         | 2 - 3                  | Liberdad               | 6 mar.                 | Sp. Las Parejas  | 2 - 2            | Libertad         | 12 mar.          |
| Sp. Las Parejas     | 1 - 0               | Defensores (P)      | 28 feb.             | Unión (S)              | 1 - 0                  | Gimnasia CdU           | 6 mar.                 | Defensores (P)   | 1 - 4            | Gimnasia CdU     | 12 mar.          |
| Riposa Gimnasia CdU | Riposa Gimnasia CdU | Riposa Gimnasia CdU | Riposa Gimnasia CdU | Riposa Sp. Las Parejas | Riposa Sp. Las Parejas | Riposa Sp. Las Parejas | Riposa Sp. Las Parejas | Riposa Unión (S) | Riposa Unión (S) | Riposa Unión (S) | Riposa Unión (S) |

| Gimnasia CdU    | 2 - 1           | Sp. Las Parejas | 20 mar.         | Sp. Las Parejas       | 4 - 1                 | Unión (S)             | 27 mar.               | Unión (S)           | 2 - 2               | Liberdad            | 3 apr.              |
| Unión (S)       | 0 - 1           | Defensores (P)  | 20 mar.         | Liberdad              | 0 - 5                 | Gimnasia CdU          | 27 mar.               | Defensores (P)      | 1 - 1               | Sp. Las Parejas     | 3 apr.              |
| Riposa Libertad | Riposa Libertad | Riposa Libertad | Riposa Libertad | Riposa Defensores (P) | Riposa Defensores (P) | Riposa Defensores (P) | Riposa Defensores (P) | Riposa Gimnasia CdU | Riposa Gimnasia CdU | Riposa Gimnasia CdU | Riposa Gimnasia CdU |

| Liberdad               | 3 - 4                  | Defensores (P)         | 8 apr.                 | Gimnasia CdU     | 2 - 2            | Defensores (P)   | 13 apr.          | Sp. Las Parejas | 3 - 1           | Gimnasia CdU    | 17 apr.         |
| Gimnasia CdU           | -                      | Unión (S)              | 27 apr.                | Liberdad         | 2 - 0            | Sp. Las Parejas  | 13 apr.          | Defensores (P)  | 2 - 0           | Unión (S)       | 17 apr.         |
| Riposa Sp. Las Parejas | Riposa Sp. Las Parejas | Riposa Sp. Las Parejas | Riposa Sp. Las Parejas | Riposa Unión (S) | Riposa Unión (S) | Riposa Unión (S) | Riposa Unión (S) | Riposa Libertad | Riposa Libertad | Riposa Libertad | Riposa Libertad |

| Unión (S)             | 2 - 1                 | Sp. Las Parejas       | 23 apr.               | Sp. Las Parejas     | 2 - 0               | Defensores (P)      | 30 apr.             | Defensores (P)         | 1 - 1                  | Liberdad               | 7 mag.                 |
| Gimnasia CdU          | 0 - 2                 | Liberdad              | 23 apr.               | Libertad            | 1 - 0               | Union (S)           | 30 apr.             | Unión (S)              | 4 - 1                  | Gimnasia CdU           | 8 mag.                 |
| Riposa Defensores (P) | Riposa Defensores (P) | Riposa Defensores (P) | Riposa Defensores (P) | Riposa Gimnasia CdU | Riposa Gimnasia CdU | Riposa Gimnasia CdU | Riposa Gimnasia CdU | Riposa Sp. Las Parejas | Riposa Sp. Las Parejas | Riposa Sp. Las Parejas | Riposa Sp. Las Parejas |

### Classifica squadre terze classificate
Alla fase ad eliminazione diretta, oltre alle prime e alle seconde classificate di ogni girone, hanno avuto accesso alla fase finale le 2 migliori terze classificate fra tutti i gironi: Il Ferro (GP) e il Concepcion.{| style="text-align: center; font-size: 90%;" class="wikitable sortable"
! width="7%" |Pos.
! width="27%" |Squadra
! width="10%" |Pt
! width="7%" |G
! width="7%" |V
! width="7%" |N
! width="7%" |P
! width="7%" |GF
! width="7%" |GS
! width="7%" |DR
|-
|1.
| Ferro (GP)
|20
|12
|5
|5
|2
|15
|10
| +5
|-
|2.
| Concepción FC (T)
|19
|12
|5
|4
|3
|19
|13
| +6
|-
|3.
| Gimnasia (S)
|18
|12
|5
|3
|4
|14
|13
| +1
|-
|4.
| Unión (S)
|17
|12
|5
|2
|5
|19
|14
| +5
|-
|5.
| Cipolletti
|17
|12
|4
|5
|3
|17
|12
| +5
|-
|6.
| Gutiérrez (M)
|15
|12
|3
|6
|3
|11
|12
| -1
|-
|7.
| Sp. Patria (F)
|15
|12
|4
|3
|5
|12
|15
| -3
|}

## Retrocessioni
La classifica generale ha determinato le due squadre retrocesse nel Torneo Federal B della stagione successiva, cioè le ultime due squadre: Guemes e Tiro Federal.{| style="text-align: center; font-size: 90%;" class="wikitable sortable"
! width="7%" |Pos.
! width="27%" |Squadra
! width="10%" |Pt
! width="7%" |G
! width="7%" |V
! width="7%" |N
! width="7%" |P
! width="7%" |GF
! width="7%" |GS
! width="7%" |DR
|-
|21.
| Chaco For Ever
|15
|12
|4
|3
|5
|13
|15
| -2
|-
|22.
| Defensores (P)
|15
|12
|4
|3
|5
|18
|21
| -3
|-
|23.
| Sp. Patria (F)
|15
|12
|4
|3
|5
|12
|15
| -3
|-
|24.
| Gimnasia (M)
|14
|12
|3
|5
|4
|11
|11
|0
|-
|25.
| Def. de Belgrano
|14
|12
|4
|2
|6
|13
|20
| -7
|-
|26.
| Dep. San Jorge (T)
|13
|12
|3
|4
|5
|12
|14
| -2
|-
|27.
| Gimnasia (CdU)
|13
|12
|4
|1
|7
|17
|25
| -8
|-
|28.
| Sarmiento (R)
|12
|12
|3
|3
|6
|13
|17
| -4
|-
|29.
| Villa Mitre
|12
|12
|3
|3
|6
|13
|19
| -6
|-
|30.
| San Lorenzo (C)
|12
|12
|3
|3
|3
|13
|21
| -8
|-
|31.
| Deportivo Roca
|12
|12
|3
|3
|6
|11
|20
| -9
|-
|32.
| Altos Hornos Zapla
|10
|12
|3
|1
|8
|12
|24
| -12
|-
|33.
| Dep. Maipú
|9
|12
|1
|6
|5
|11
|15
| -4
|-
|34.
| Güemes (SdE)
|7
|12
|1
|4
|7
|10
|23
| -13
|-
|35.
| Tiro Federal
|5
|12
|1
|2
|9
|8
|22
| -14
|}

## Fasi finali
Il regolamento prevede un criterio di classificazione gerarchica per le 16 squadre classificate alla segunda fase, avente lo scopo di determinare gli accoppiamenti.
- Le 7 squadre prime classificate di ogni zona hanno il seed 1-7 sulla base del loro punteggio.
- Le 7 squadre seconde classificate di ogni zona hanno il seed 8-14 sulla base del loro punteggio.
- Le 2 squadre migliori terze classificate fra tutte le zonas hanno il seed 15-16 sulla base del loro punteggio.

Gli accoppiamenti sono dunque 1-16, 2-15, 3-14 e così via, con sfide di andata e ritorno.
In caso di pareggio si considera la classifica generale della stagione regolare.
| Pos. | Squadra            | Pt | G  | V | N | P | GF | GS | DR  |                             |
| ---- | ------------------ | -- | -- | - | - | - | -- | -- | --- | --------------------------- |
| 1.   | Unión (A)          | 26 | 12 | 8 | 2 | 2 | 21 | 9  | +12 | Prime classificate          |
| 2.   | Sol de América (F) | 23 | 12 | 7 | 2 | 3 | 17 | 11 | +6  | Prime classificate          |
| 3.   | San Martín (T)     | 22 | 12 | 6 | 4 | 2 | 14 | 9  | +5  | Prime classificate          |
| 4.   | Def. de Belgrano   | 21 | 12 | 5 | 6 | 1 | 18 | 7  | +11 | Prime classificate          |
| 5.   | Dep. Madryn        | 21 | 12 | 6 | 3 | 3 | 27 | 17 | +10 | Prime classificate          |
| 6.   | Unión (VK)         | 21 | 12 | 5 | 6 | 1 | 11 | 8  | +3  | Prime classificate          |
| 7.   | Libertad (S)       | 20 | 12 | 5 | 5 | 2 | 22 | 16 | +6  | Prime classificate          |
| 8.   | Alvarado           | 21 | 12 | 6 | 3 | 3 | 15 | 10 | +5  | Seconde classificate        |
| 9.   | Mitre (SdE)        | 20 | 12 | 6 | 2 | 4 | 14 | 10 | +4  | Seconde classificate        |
| 10.  | Ind. Neuquén       | 20 | 12 | 6 | 2 | 4 | 17 | 17 | 0   | Seconde classificate        |
| 11.  | Juv. Antoniana     | 18 | 12 | 5 | 3 | 4 | 20 | 13 | +7  | Seconde classificate        |
| 12.  | Sp. Belgrano (SF)  | 18 | 12 | 5 | 3 | 4 | 13 | 11 | +2  | Seconde classificate        |
| 13.  | Sp. Las Parejas    | 18 | 12 | 5 | 3 | 4 | 17 | 17 | 0   | Seconde classificate        |
| 14.  | Guaraní A.F.       | 17 | 12 | 4 | 5 | 3 | 16 | 13 | +3  | Seconde classificate        |
| 15.  | Ferro (GP)         | 20 | 12 | 5 | 5 | 2 | 15 | 10 | +5  | Migliori terze classificate |
| 16   | Concepción FC (T)  | 19 | 12 | 5 | 4 | 3 | 19 | 13 | +6  | Migliori terze classificate |

### Ottavi di finale
La segunda fase si è disputata dal 15 maggio al 23 maggio 2016.
| Seed                             | Locali             | Risultato | Ospiti             | Data    |
| -------------------------------- | ------------------ | --------- | ------------------ | ------- |
| 16                               | Concepción FC (T)  | 0 - 1     | Unión (A)          | 15 mag. |
| 1                                | Unión (A)          | -         | Concepción FC (T)  | 22 mag. |
| Passa il turno Unión (A)         |                    |           |                    |         |
|                                  |                    |           |                    |         |
| 15                               | Ferro (GP)         | 3 - 1     | Sol de América (F) | 15 mag. |
| 2                                | Sol de América (F) | 1 - 1     | Ferro (GP)         | 21 mag. |
| Passa il turno Ferro (GP)        |                    |           |                    |         |
|                                  |                    |           |                    |         |
| 14                               | Guaraní A.F.       | 2 - 1     | San Martín (T)     | 14 mag. |
| 3                                | San Martín (T)     | 2 - 1     | Guaraní A.F.       | 22 mag. |
| Passa il turno San Martín (T)    |                    |           |                    |         |
|                                  |                    |           |                    |         |
| 13                               | Sp. Las Parejas    | 2 - 2     | Def. de Belgrano   | 15 mag. |
| 4                                | Def. de Belgrano   | 3 - 0     | Sp. Las Parejas    | 21 mag. |
| Passa il turno Def. de Belgrano  |                    |           |                    |         |
|                                  |                    |           |                    |         |
| 12                               | Sp. Belgrano (SF)  | 1 - 0     | Dep. Madryn        | 15 mag. |
| 5                                | Dep. Madryn        | 1 - 2     | Sp. Belgrano (SF)  | 22 mag. |
| Passa il turno Sp. Belgrano (SF) |                    |           |                    |         |
|                                  |                    |           |                    |         |
| 11                               | Juv. Antoniana     | 1 - 1     | Unión (VK)         | 15 mag. |
| 6                                | Unión (VK)         | 0 - 1     | Juv. Antoniana     | 23 mag. |
| Passa il turno Juv. Antoniana    |                    |           |                    |         |
|                                  |                    |           |                    |         |
| 10                               | Ind. Neuquén       | 3 - 4     | Libertad (S)       | 15 mag. |
| 7                                | Libertad (S)       | 0 - 1     | Ind. Neuquén       | 22 mag. |
| Passa il turno Libertad (S)      |                    |           |                    |         |
|                                  |                    |           |                    |         |
| 9                                | Mitre (SdE)        | 1 - 1     | Alvarado           | 15 mag. |
| 8                                | Alvarado           | 0 - 0     | Mitre (SdE)        | 22 mag. |
| Passa il turno Alvarado          |                    |           |                    |         |

### Quarti di finale
| Seed                          | Locali            | Risultato | Ospiti            | Data    |
| ----------------------------- | ----------------- | --------- | ----------------- | ------- |
| 15                            | Ferro (GP)        | 1 - 2     | Unión (A)         | 29 mag. |
| 1                             | Unión (A)         | 3 - 3     | Ferro (GP)        | 4 giu.  |
| Passa il turno Unión (A)      |                   |           |                   |         |
|                               |                   |           |                   |         |
| 12                            | Sp. Belgrano (SF) | 0 - 1     | San Martín (T)    | 29 mag. |
| 3                             | San Martín (T)    | 1 - 2     | Sp. Belgrano (SF) | 4 giu.  |
| Passa il turno San Martín (T) |                   |           |                   |         |
|                               |                   |           |                   |         |
| 11                            | Juv. Antoniana    | 2 - 1     | Def. de Belgrano  | 30 mag. |
| 4                             | Def. de Belgrano  | 0 - 0     | Juv. Antoniana    | 4 giu.  |
| Passa il turno Juv. Antoniana |                   |           |                   |         |
|                               |                   |           |                   |         |
| 8                             | Alvarado          | 3 - 6     | Libertad (S)      | 29 mag. |
| 5                             | Libertad (S)      | 2 - 2     | Alvarado          | 4 giu.  |
| Passa il turno Libertad (S)   |                   |           |                   |         |

### Semifinali
| Seed                          | Locali         | Risultato | Ospiti         | Data    |
| ----------------------------- | -------------- | --------- | -------------- | ------- |
| 11                            | Juv. Antoniana | 1 - 1     | Unión (A)      | 8 giu.  |
| 1                             | Unión (A)      | 2 - 1     | Juv. Antoniana | 12 giu. |
| Passa il turno Unión (A)      |                |           |                |         |
|                               |                |           |                |         |
| 5                             | Libertad (S)   | 0 - 1     | San Martín (T) | 8 giu.  |
| 3                             | San Martín (T) | 2 - 0     | Libertad (S)   | 12 giu. |
| Passa il turno San Martín (T) |                |           |                |         |

### Finale
| Seed | Locali         | Risultato | Ospiti         | Data    |
| ---- | -------------- | --------- | -------------- | ------- |
| 3    | San Martín (T) | 1 - 0     | Unión (A)      | 8 giu.  |
| 1    | Unión (A)      | 2 - 3     | San Martín (T) | 12 giu. |